# Crézançay-sur-Cher
Crézançay-sur-Cher ist eine französische Gemeinde mit 62 Einwohnern (Stand 1. Januar 2022) im Département Cher in der Region Centre-Val de Loire; sie gehört zum Arrondissement Saint-Amand-Montrond und zum Kanton Trouy.

## Literatur

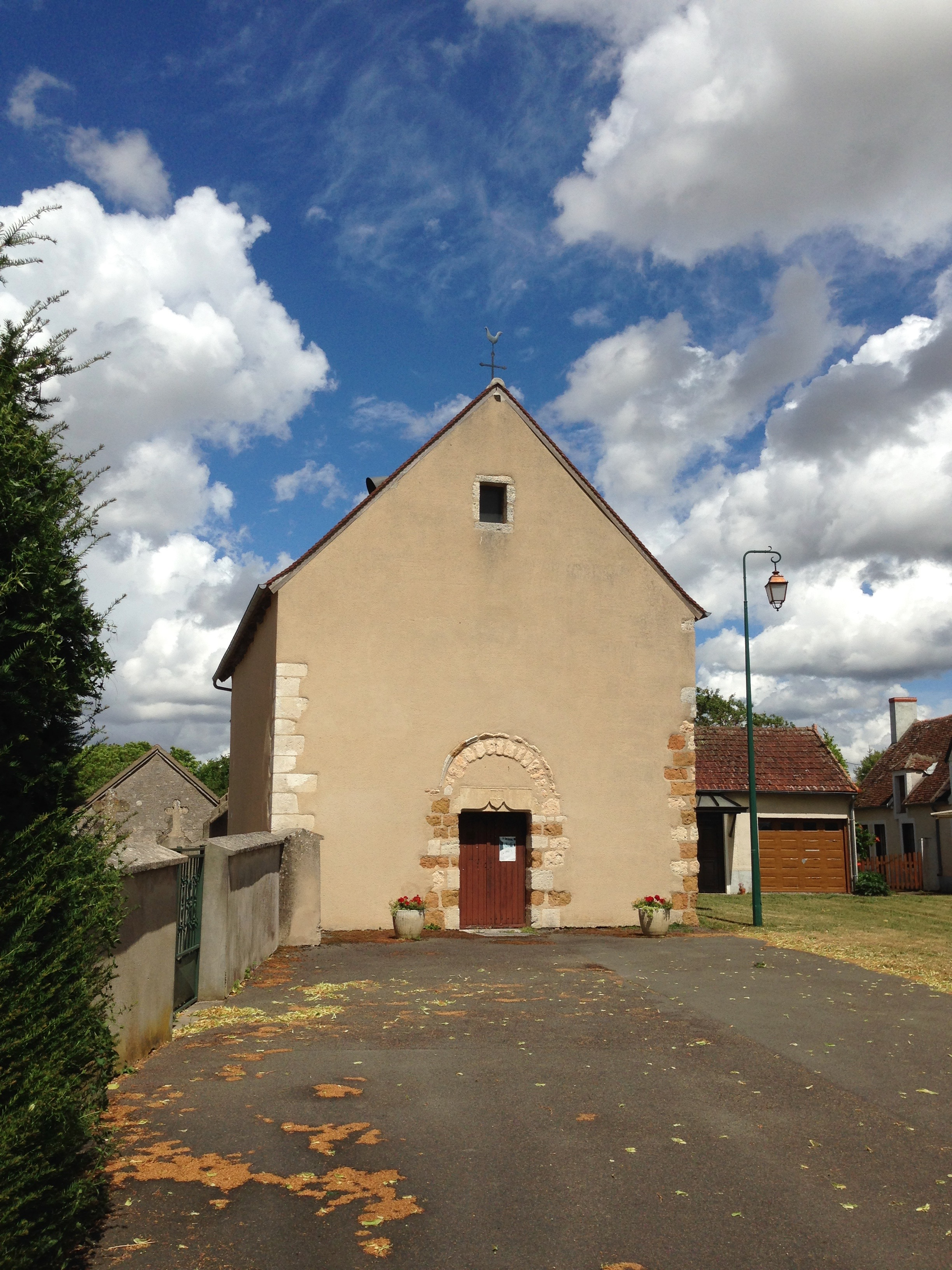
Kirche Saint-Gervais et Saint-Protais

## Bevölkerungsentwicklung
Quelle: INSEE
- 1962: 092
- 1968: 100
- 1975: 089
- 1982: 073
- 1990: 061
- 1999: 056
- 2012: 064
- 2018: 058